# Acuerdo Multilateral sobre Inversiones
El Acuerdo Multilateral sobre Inversiones (AMI)(MAI en inglés) es el nombre del tratado comercial que pretendió dotar a las empresas de más derechos y menos deberes cuando invirtiesen en el extranjero. El acuerdo se estuvo negociando hasta octubre de 1998 y debía ser adoptado por la Organización para la Cooperación y el Desarrollo Económico (OCDE) y por la Organización Mundial del Comercio (OMC) para convertirse así en el marco estándar internacional sobre inversiones. Sin embargo, las negociaciones se paralizaron por las protestas mundiales contra el AMI de 1998. En todo caso, se trató de algo más que una declaración de intenciones, que se podría retomar de forma más o menos velada en cuanto se dé un contexto más propicio.

## Principios
La mayoría de los países acogen las inversiones extranjeras con agrado. Sin embargo el AMI no se centra precisamente en la cantidad de inversiones, sino que va más allá y supone más bien un reequilibrio de poder entre gobiernos y corporaciones. Hasta ahora los gobiernos han podido controlar qué inversiones permiten en sus países y han sido también capaces de dictar los términos de los contratos para compañías extranjeras (cuántos puestos de trabajo cubiertos por población local tienen que crear, dónde se deben establecer, o qué proporción de materiales deben utilizar procedentes de recursos locales, etc.) De igual manera, las autoridades locales han podido defender otros principios básicos a la hora de conceder los contratos, asegurándose, por ejemplo, que siguen las propuestas de la Agenda 21 de sostenibilidad, o que apoyan sus propias economías locales. Con el AMI, los gobiernos perderían cualquier tipo de derecho a condicionar contratos de inversión extranjera basándose en cláusulas de este tipo. Las empresas tendrían campo libre para buscar el beneficio por encima de cualquier otra premisa.

## Críticas
La inmensa mayoría de los inversores extranjeros son compañías transnacionales y el 85% de sus inversiones son fusiones o compras de compañías locales. Mientras las transnacionales van ganando acceso a nuevos mercados sin regulación, sobre los negocios locales de menor tamaño se cierne la amenaza de ser literalmente barridos. Al mismo tiempo, los trabajadores se enfrentan a una mayor presión para aceptar sueldos más bajos y peores condiciones de contrato: estos derechos adicionales que el AMI ofrece a los inversores no están equilibrados con responsabilidades añadidas por su parte, sean sobre derechos laborales o protección medioambiental.
Los países en desarrollo, cuyas industrias locales están siendo las primeras en sufrir la competencia sin control de las transnacionales, manifestaron su preocupación por los posibles efectos del AMI. Muchos gobiernos del Sur se resistieron al tratado, al ver en él una vuelta directa al colonialismo. Aunque de hecho, el AMI amenaza a las comunidades locales de todos los países del mundo, porque otorga a las transnacionales el derecho a penetrar en cualquier sector (incluidos los medios de comunicación). Y aún más: el AMI concede a los inversores el derecho a demandar a los gobiernos que intenten proteger sus industrias locales, mientras que dichos organismos nacionales no tienen a su vez el derecho de denunciar a estos inversores. El doble rasero, con categoría de ley.
Aparte de lo ya apuntado, no hay que olvidar que la gran mayoría de las inversiones se concentran en países de renta media, no en los más pobres. Los riesgos no ya de perpetuar la pobreza, sino de aumentarla son evidentes. Bajo esta premisa, más de 600 ONG de 67 países distintos se unieron en 1998 para oponerse al AMI. Aún hoy estas organizaciones afirman que el acuerdo convertiría en irrelevante al voto democrático, crearía un mundo dividido entre "superciudadanos" y subempleados, liberando a las corporaciones de las obligaciones con los trabajadores y el medioambiente. En definitiva, no resulta exagerado afirmar que el AMI supuso y supone un desafío para la democracia en todos los países del mundo. En octubre de 1998 la OCDE puso fin a los intentos de negociar el tratado, ante los movimientos de resistencia de la sociedad civil a nivel mundial. Fue una primera demostración del poder de la ciudadanía y de la importancia de internet, pues el secretismo de las negociaciones quedó truncado al filtrarse a este medio los borradores del texto.
Han pasado años, y sin embargo, muchos países industrializados están intentando que se retomen las negociaciones en el marco de la OMC, que era su objetivo inicial. Los opositores al tratado ganaron en 1998 una batalla importante, pero el AMI todavía es una amenaza.